# Сьверче (Люблінське воєводство)
Сьверче (пол. Świercze) — село в Польщі, у гміні Тшебешув Луківського повіту Люблінського воєводства.
Населення — 72 особи (2011).
У 1975-1998 роках село належало до Седлецького воєводства.

## Демографія
Демографічна структура станом на 31 березня 2011 року:
|          | Загалом | Допрацездатний вік | Працездатний вік | Постпрацездатний вік |
| -------- | ------- | ------------------ | ---------------- | -------------------- |
| Чоловіки | 39      | 7                  | 23               | 9                    |
| Жінки    | 33      | 5                  | 16               | 12                   |
| Разом    | 72      | 12                 | 39               | 21                   |